# オーバーオール

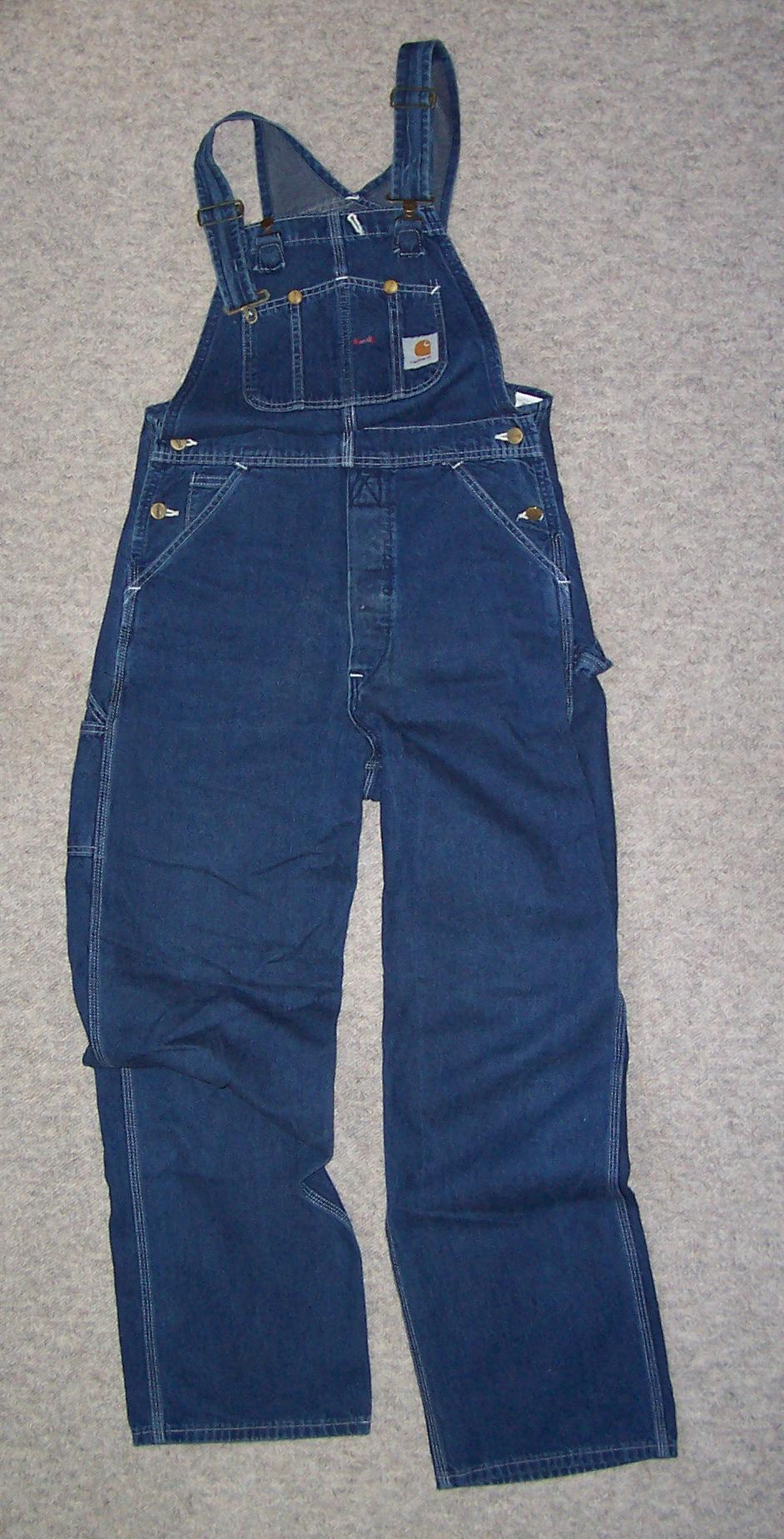
オーバーオール

オーバーオール（英: overalls）とは、肩紐のあるつりズボン型つなぎ。
通常のつなぎとの違いは、上半身は胸当てのみが付けられていて、肩紐で吊って着用するところである。
元々は作業服として作られた服だったが、後年ではファッションとしても愛用されている。肩から吊り、腹部を締め付けない構造のため、マタニティウェアに用いられることもある。

## 概要
日本語のオーバーオールの語源は、アメリカ英語のoverallで、ほぼ同義。
日本では背中側に布がなく、肩紐が交差（または並列）したデザインになっているオーバーオールはサロペットと呼ばれている。語源であるフランス語のsalopetteはオーバーオールと同義であり、デザイン上の違いでオーバーオールと呼び分けるような単語ではない。アメリカ英語でsalopetteは、オーバーオールのような形をしたスポーツウェアを指す。
アメリカ英語では、オーバーオールをビブ・オーバーオール（アメリカ英語: bib overall）と呼ぶことがある。これは1890年代にリーバイスが世界で初めてオーバーオールとして販売したものには胸当てがついていないジーンズ状の製品だったことに由来する。現在ではそのタイプのオーバーオールは、ウエスト・オーバーオール（アメリカ英語: waist overall）と呼ばれている。
一般的にはデニム地が用いられるが、その他コーデュロイのものも多く見られる。
胸当てや腰周りに至るところにポケットがついているが、これらのほとんどは作業着として着る場合において作業の道具を入れるために作られたと言われている。例えば左腰の部分についている紐はハンマーループと呼ばれ、ハンマーを入れて持ち運べるように作られており、右腰の部分についている縦長のポケットはスケールポケットと呼ばれ、定規を入れて持ち運べるように作られている。
着用法はズボンを穿くのと同じで、まず足を入れて、続いて後ろにある肩紐を肩にかけて前に持って行き、肩紐についている金具を胸当てのボタンに引っ掛ける。股上のサイズが合わない場合は、肩紐についている調節金具で肩紐の長さを変えることで調節することができる。形状としては、胸当てでなく肩紐にボタンがついているタイプや、つなぎに似た型で股部分から胸当てまでファスナーがついており、つなぎと同じ着用法で着るタイプもあり、全てのオーバーオールがこの着用法に適用されるとは限らない。
前述では左右いずれかの肩紐を着脱する手間に比べ、後述ではファスナーの開閉により胸当てが左右に分かれる事で着用もしくは脱衣を容易にする。そのため、前述は主に大人向けとして、また後述は指先のおぼつかない幼少期に向いている。これらの区別は、ファッション性のみならず、時代背景や機能面での特徴をも併せ持つ。
オーバーオールは、その体型から男女の区別はないものと見なされる一方、デザイン的には細部において区別される。中でもサロペットは、背後のシルエットから女性向きとして、通常のオーバーオールは男性向きとされる。さらにオーバーオールの中でも、胸当ての先端が高い位置にくるものは女性向きとして映りがよい。
古着のオーバーオールを使用した女性ファッションも多く見られる。。

## オーバーオールに類似する衣服

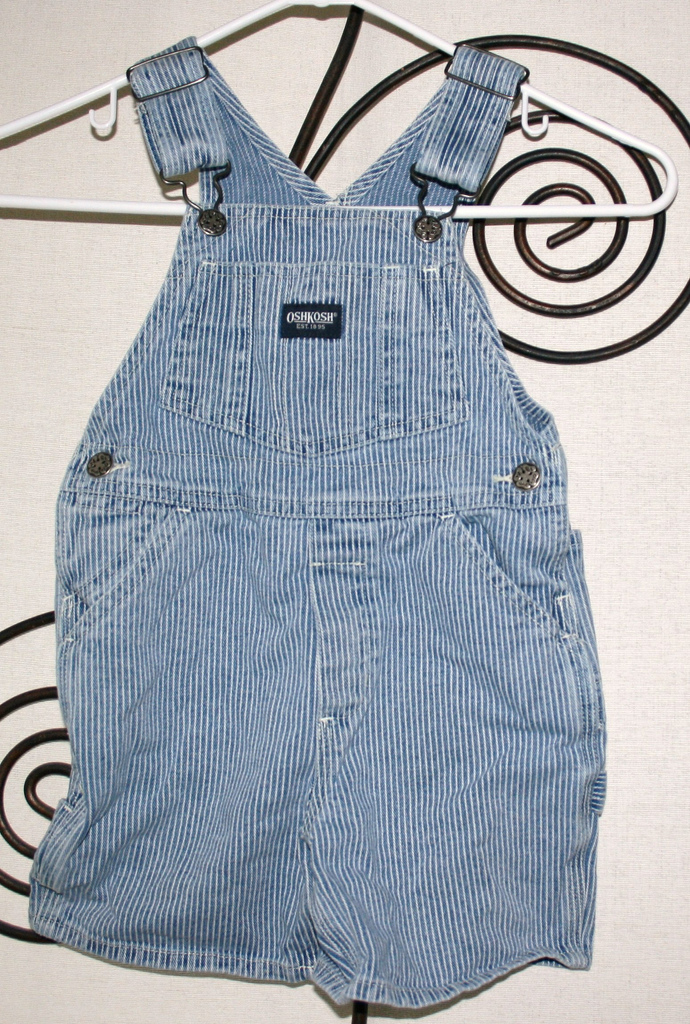
ヒッコリーストライプのショートオール（OshKosh B'Gosh）。濃紺×白のものもある

ズボンの部分が半ズボンもしくはショートパンツになっているオーバーオールはショートオール（アメリカ英語: shortall）と呼ばれるが、日本では肩紐が交差したデザインの物に限って1970年代前半に「ホットパンツ」と呼ばれ、2000年代後半から「サロペットショートパンツ」と呼ばれている。また、ハンマーフックとスケールポケットが付いているが胸当てがないジーンズ状のものは、ペインターパンツと呼ばれている。 
ズボンの部分がスカートになっているオーバーオールはスカートオール（アメリカ英語: skirtall）と呼ばれ、ジャンパースカートに分類されるケースがあるが、分類上はサロペットスカートに属する。